# Stenotarsus semifasciatus
Stenotarsus semifasciatus is een keversoort uit de familie zwamkevers (Endomychidae). De wetenschappelijke naam van de soort werd in 1836 gepubliceerd door Maurice Pic.